# Funkcja kwadratowa

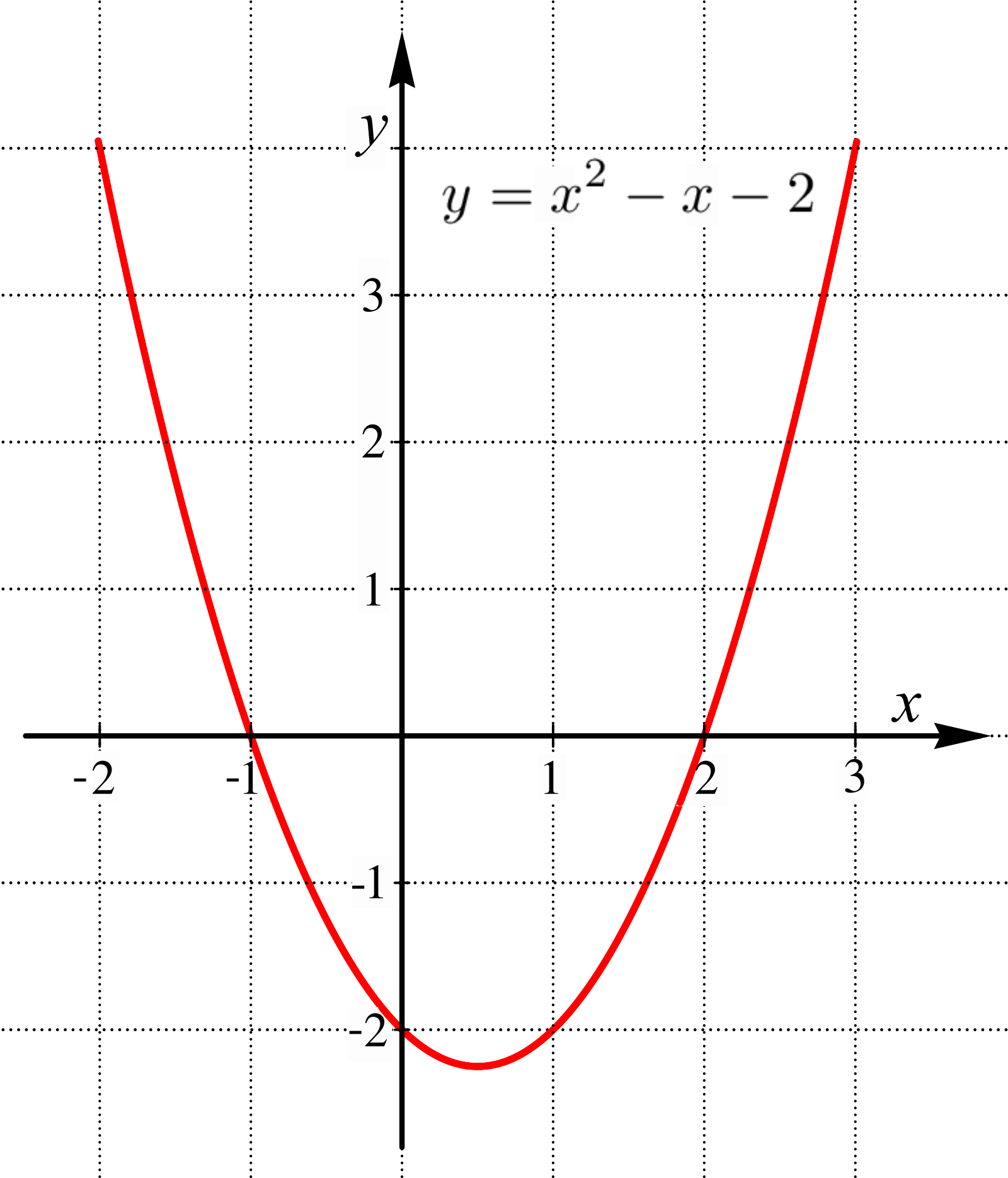
Wykres przykładowej funkcji kwadratowej w kartezjańskim układzie współrzędnych: Ma ona dwa miejsca zerowe (pierwiastki): Pozwala to na zapis w postaci iloczynowej – rozkład na czynniki liniowe:

Funkcja kwadratowa, funkcja stopnia drugiego – typ funkcji matematycznej o co najmniej dwóch równoważnych definicjach:
- {\displaystyle f(x)=ax^{2}+bx+c,}

gdzie {\displaystyle a,b,c} są pewnymi stałymi, przy czym {\displaystyle a\neq 0};
- {\displaystyle f(x)=a(x-p)^{2}+q,}

gdzie {\displaystyle p,q} również są dowolnymi stałymi.
Pierwszy wzór jest znany jako postać ogólna funkcji kwadratowej lub trójmian kwadratowy, a drugi jako postać kanoniczna. Definicje te są równoważne, ponieważ pierwszą postać można zawsze przekształcić do drugiej i odwrotnie, co opisano w dalszej sekcji.
Dziedziną funkcji kwadratowej mogą być liczby rzeczywiste, co przy rzeczywistych współczynnikach daje też rzeczywisty zbiór wartości: {\displaystyle f[\mathbb {R} ]\subset \mathbb {R} }. Przez to za przeciwdziedzinę można przyjąć oś rzeczywistą lub jej podzbiór; taka funkcja jest przykładem funkcji rzeczywistej, a jej wykresem jest parabola. Funkcje kwadratowe można też definiować dla argumentów zespolonych i z innych zbiorów z działaniami dodawania i mnożenia; algebra abstrakcyjna nazywa część takich struktur ciałami, pierścieniami i półpierścieniami, zależnie od własności tych działań.
Zagadnienie miejsc zerowych takiej funkcji to równanie kwadratowe. Jeśli ma ono rozwiązania, to istnieje także postać iloczynowa takiej funkcji – rozkład na czynniki liniowe. W dalszej sekcji opisano ją bliżej, m.in. pokazano, że zawsze można przekształcić taką postać do dwóch pozostałych. 
Uogólnienia funkcji kwadratowych to:
- funkcje wielomianowe[b] wyższych stopni – funkcja kwadratowa  ma stopień dwa[1];
- formy kwadratowe – można je traktować jako funkcje wielu zmiennych.

## Postacie funkcji kwadratowej

### Ogólna (wielomianowa) i kanoniczna
Postać ogólną można przekształcić do kanonicznej i odwrotnie za pomocą wzorów skróconego mnożenia, konkretniej kwadratu sumy:
{\displaystyle {\begin{aligned}a(x-p)^{2}+q&=a(x^{2}-2px+p^{2})+q=\\&=ax^{2}-2apx+ap^{2}+q,\end{aligned}}}
co daje wzory:
{\displaystyle {\begin{aligned}b=&\ -2ap,\ c=ap^{2}+q,\\p=&\ -{\frac {b}{2a}},\\q=&\ c-ap^{2}=c-a\cdot {\tfrac {b^{2}}{4a^{2}}}=\\=&\ {\tfrac {4ac}{4a}}-{\tfrac {b^{2}}{4a}}=-{\frac {\Delta }{4a}},\\\Delta :=&\ b^{2}-4ac.\end{aligned}}}
Wyrażenie {\displaystyle \Delta } (delta) nazywa się wyróżnikiem funkcji kwadratowej {\displaystyle f}. Z postaci ogólnej do kanonicznej można też przejść inaczej, również wykorzystując wzór na kwadrat sumy:
{\displaystyle {\begin{aligned}ax^{2}+bx+c&=ax^{2}+bx+{\tfrac {b^{2}}{4a}}-{\tfrac {b^{2}}{4a}}+c=\\&=a\left(x^{2}+2x{\tfrac {b}{2a}}+{\tfrac {b^{2}}{4a^{2}}}\right)-{\tfrac {b^{2}}{4a}}+{\tfrac {4ac}{4a}}=\\&=a\left(x+{\tfrac {b}{2a}}\right)^{2}-{\tfrac {b^{2}-4ac}{4a}}.\end{aligned}}}
Postać kanoniczna pomaga opisać i narysować wykres funkcji. Przypadek zmiennej rzeczywistej opisuje odpowiednia sekcja.

### Miejsca zerowe

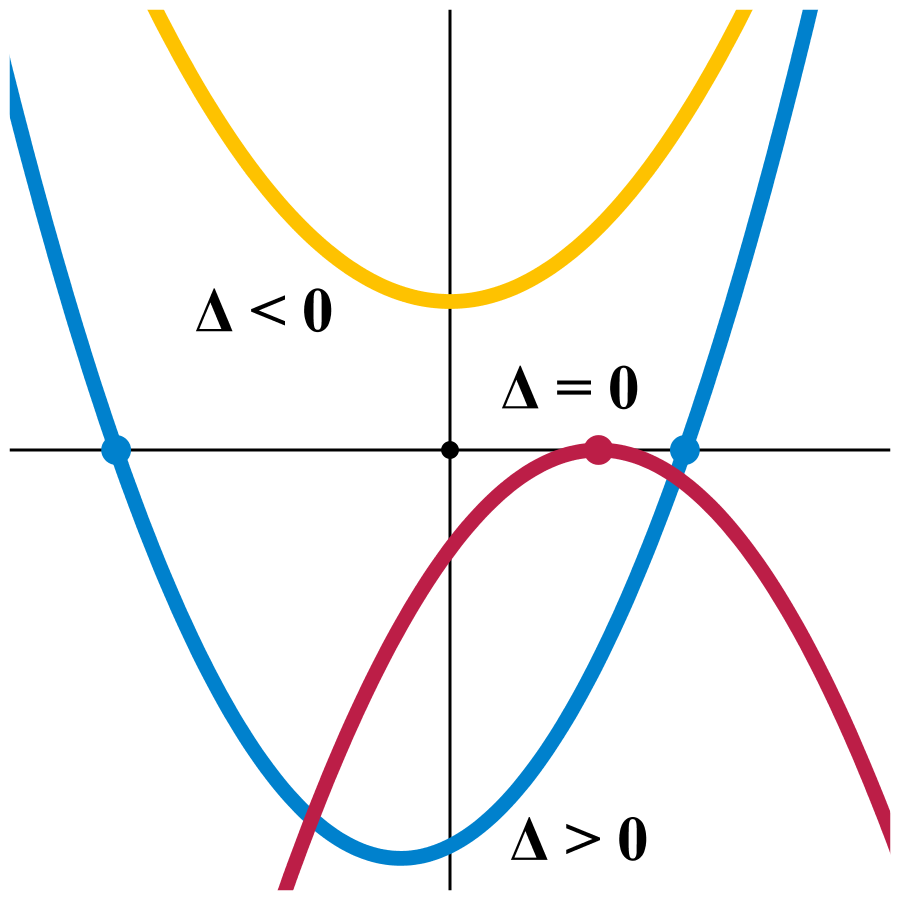
Wykresy różnych funkcji kwadratowych zmiennej rzeczywistej w kartezjańskim układzie współrzędnych; różnią się liczbą miejsc zerowych przez różne znaki wyróżnika.

W dziedzinie rzeczywistej liczba miejsc zerowych takiej funkcji – zwanych też pierwiastkami – wynosi 0, 1 lub 2. Zależy to od znaku wyróżnika ({\displaystyle \Delta }), co można uzasadnić za pomocą postaci kanonicznej i jej związku z postacią ogólną:
{\displaystyle {\begin{aligned}a(x-p)^{2}+q&=0,\\a(x-p)^{2}&=-q,\\(x-p)^{2}&=-{\frac {q}{a}}={\frac {\Delta }{4a^{2}}}.\end{aligned}}}
Możliwość dalszych przekształceń w obrębie liczb rzeczywistych zależy od tego, czy prawa strona równania ma rzeczywisty pierwiastek kwadratowy. To z kolei zależy od jej znaku, który jest taki sam, jak ten wyróżnika. W przypadku nieujemnym ({\displaystyle \Delta \geqslant 0}) otrzymuje się:
{\displaystyle {\begin{aligned}x-p&=\pm {\sqrt {\frac {\Delta }{4a^{2}}}}=\pm {\frac {\sqrt {\Delta }}{\sqrt {4a^{2}}}},\\x&=p\pm {\frac {\sqrt {\Delta }}{2a}}=-{\frac {b}{2a}}\pm {\frac {\sqrt {\Delta }}{2a}}.\end{aligned}}}
Ostatecznie jeśli wyróżnik jest:
- dodatni ({\displaystyle \Delta >0}), to miejsca zerowe są dwa[8]:

{\displaystyle x_{1}={\tfrac {-b-{\sqrt {\Delta }}}{2a}},\ x_{2}={\tfrac {-b+{\sqrt {\Delta }}}{2a}};}
- zerowy ({\displaystyle \Delta =0}), to miejsce zerowe jest jedno[8]:

{\displaystyle x_{1}=x_{2}={\tfrac {-b}{2a}}=p;}
jest nazywane podwójnym jako pierwiastek dwukrotny wielomianu wyznaczającego funkcję;
- ujemny ({\displaystyle \Delta <0}), to nie ma rzeczywistych miejsc zerowych[8].

W dziedzinie zespolonej rozwiązania istnieją zawsze i są dane powyższymi wzorami; w przypadku ujemnego wyróżnika ({\displaystyle \Delta <0}) jego algebraiczne pierwiastki kwadratowe są liczbami urojonymi: {\displaystyle {\sqrt {\Delta }}\in i\mathbb {R} }. To istnienie rozwiązań dla dowolnych współczynników jest szczególnym przypadkiem zasadniczego twierdzenia algebry. Jeśli współczynniki funkcji ({\displaystyle a,b}) są przy tym rzeczywiste, to miejsca zerowe różnią się tylko znakiem części urojonej. O takich liczbach mówi się, że są względem siebie sprzężone.

### Wzory Viète’a
Są to wzory m.in. na sumę i iloczyn miejsc zerowych różnych funkcji; dla funkcji kwadratowej są dwa takie wzory: 
{\displaystyle {\begin{aligned}x_{1}+x_{2}&=-{\tfrac {b}{a}},\\x_{1}x_{2}&={\tfrac {c}{a}}.\\\end{aligned}}}
Istnieje też związek różnicy miejsc zerowych z wyróżnikiem:
{\displaystyle {\begin{aligned}x_{2}-x_{1}={\frac {\sqrt {\Delta }}{a}},\\\Delta =a^{2}(x_{1}-x_{2})^{2}.\end{aligned}}}
To wszystko pozwala odtworzyć postacie ogólną i kanoniczną z miejsc zerowych oraz współczynnika wiodącego ({\displaystyle a}):
{\displaystyle {\begin{aligned}b&=-a(x_{1}+x_{2}),\\c&=ax_{1}x_{2},\\p&={\frac {x_{1}+x_{2}}{2}},\\q&=-{\frac {\Delta }{4a}}=-{\frac {a^{2}(x_{1}-x_{2})^{2}}{4a}}=\\&=-a{\Bigl (}{\frac {x_{1}-x_{2}}{2}}{\Bigr )}^{2}.\end{aligned}}}

### Postać iloczynowa
Jeśli funkcja kwadratowa ma miejsca zerowe {\displaystyle x_{1},x_{2}} – niekoniecznie różne – to można ją zapisać w jeszcze jednej postaci:
{\displaystyle {\begin{aligned}f(x)&=a(x-x_{1})(x-x_{2})=\\&=a\left(x-{\tfrac {-b+{\sqrt {\Delta }}}{2a}}\right)\left(x-{\tfrac {-b-{\sqrt {\Delta }}}{2a}}\right).\end{aligned}}}
W dziedzinie rzeczywistej jest to możliwe, jeśli wyróżnik jest nieujemny ({\displaystyle \Delta \geqslant 0}) – wtedy jego pierwiastek kwadratowy jest rzeczywisty. W dziedzinie zespolonej jest to zawsze możliwe – jeśli wyróżnik jest ujemny ({\displaystyle \Delta <0}), to
{\displaystyle {\sqrt {\Delta }}=i{\sqrt {4ac-b^{2}}},}
gdzie {\displaystyle i} jest jednostką urojoną.
Postać iloczynową można wyprowadzić z kanonicznej, stosując wzór na różnicę kwadratów ({\displaystyle a^{2}-b^{2}=(a-b)(a+b)}):
{\displaystyle {\begin{aligned}a(x-p)^{2}+q&=a\left[(x-p)^{2}+{\frac {q}{a}}\right]=\\&=a\left[(x-p)^{2}-{\sqrt {-{\tfrac {q}{a}}}}^{2}\right]=\\&=a\left[(x-p)-{\sqrt {-{\tfrac {q}{a}}}}\right]\left[(x-p)+{\sqrt {-{\tfrac {q}{a}}}}\right]=\\&=a\left[x-{\tfrac {-b}{2a}}-{\sqrt {\tfrac {\Delta }{4a^{2}}}}\right]\left[x-{\tfrac {-b}{2a}}+{\tfrac {\sqrt {\Delta }}{2a}}\right]=\\&=a\left[x-{\tfrac {-b}{2a}}-{\tfrac {\sqrt {\Delta }}{2a}}\right]\left[x-{\tfrac {-b}{2a}}+{\tfrac {\sqrt {\Delta }}{2a}}\right].\end{aligned}}}
Postać iloczynowa umożliwia inne wyprowadzenie jednego ze wzorów na postać kanoniczną:
{\displaystyle {\begin{aligned}q&=f(p)=a(p-x_{1})(p-x_{2})=\\&=a{\Big (}{\frac {x_{1}+x_{2}}{2}}-x_{1}{\Big )}{\Big (}{\frac {x_{1}+x_{2}}{2}}-x_{2}{\Big )}=\\&=a{\Big (}{\frac {x_{2}-x_{1}}{2}}{\Big )}{\Big (}{\frac {x_{1}-x_{2}}{2}}{\Big )}=\\&=-a{\Big (}{\frac {x_{1}-x_{2}}{2}}{\Big )}^{2}.\end{aligned}}}

## Wykresy rzeczywistych funkcji kwadratowych

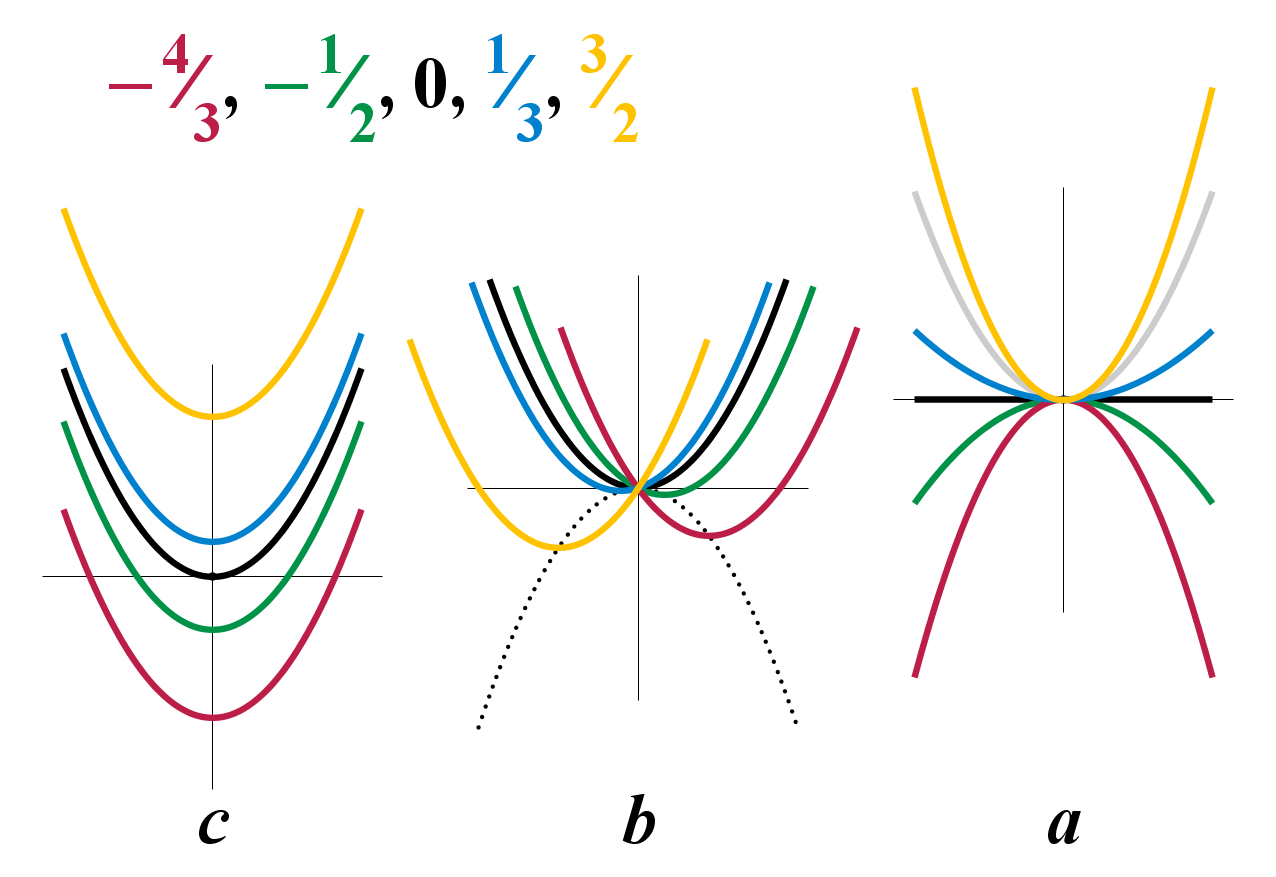
Wykresy rzeczywistych funkcji kwadratowych dla różnych wartości współczynników

Funkcja kwadratowa zmiennej rzeczywistej o rzeczywistych współczynnikach ma wykres – w kartezjańskim układzie współrzędnych na płaszczyźnie euklidesowej jest nim parabola. Jej wierzchołkiem jest punkt {\displaystyle (p,q),} gdzie {\displaystyle p,q} są dane jw., który jest zarazem ekstremum funkcji kwadratowej. Ich zmiana powoduje więc przesunięcie wykresu o wektor {\displaystyle [p,q]} względem początku układu współrzędnych.
Z definicji miejsca zerowego funkcji kwadratowej wynika, że są one punktami przecięcia wykresu paraboli z osią {\displaystyle OX} układu. W szczególności {\displaystyle p={\tfrac {x_{1}+x_{2}}{2}},} co oznacza, że odcięta wierzchołka paraboli jest średnią arytmetyczną miejsc zerowych (o ile istnieje choć jedno).
We układzie współrzędnych, przy zachowaniu skali:
- każda parabola będąca wykresem funkcji kwadratowej ma oś równoległą do osi {\displaystyle OY;}
- {\displaystyle a>0} daje, iż ramiona paraboli są skierowane zgodnie ze zwrotem osi {\displaystyle OY,} jeżeli {\displaystyle a<0,} to są one skierowane przeciwnie[8],
- zwiększanie {\displaystyle |a|} sprawia, że wykres wydaje się bardziej „strzelisty”; jego zmniejszanie czyni wtedy wykres bardziej „rozłożystym”,
- zmiana {\displaystyle b} powoduje zachowanie punktu przecięcia z osią {\displaystyle OY} przy jednoczesnym przesuwaniu paraboli zgodnie ze zwrotem {\displaystyle OX,} jeżeli {\displaystyle b<0,} lub przeciwnie do niego, jeżeli {\displaystyle b>0,}
- parametr {\displaystyle c} odpowiada za przesunięcie wykresu wzdłuż {\displaystyle OY} zgodnie z jej zwrotem, gdy {\displaystyle c>0,} lub przeciwnie do niego, gdy {\displaystyle c<0.}

Każde dwie parabole są podobne. Dokładniej, jeśli:
{\displaystyle f_{1}(x)=a_{1}x^{2}+b_{1}x+c_{1},}
{\displaystyle f_{2}(x)=a_{2}x^{2}+b_{2}x+c_{2},}
to skala podobieństwa paraboli będącej wykresem {\displaystyle f_{2}(x)} względem paraboli będącej wykresem {\displaystyle f_{1}(x)} jest równa:
{\displaystyle k=\left|{\frac {a_{1}}{a_{2}}}\right|.}

## Własności rzeczywistych funkcji kwadratowych
Niżej zakłada się rzeczywistą dziedzinę i przeciwdziedzinę: {\displaystyle f\colon \mathbb {R} \to \mathbb {R} ,\;f(x)=ax^{2}+bx+c.}

### Własności ogólne
- Funkcja jest parzysta wyłącznie dla {\displaystyle b=0;}
- nigdy nie jest nieparzysta ani okresowa;
- monotoniczność: maleje (rośnie) w przedziale {\displaystyle (-\infty ,p],} po czym rośnie (maleje) w przedziale {\displaystyle [p,\infty )} dla {\displaystyle a>0\;(a<0);}
- ekstrema: jedno ekstremum globalne w punkcie {\displaystyle p} (pierwsza pochodna zeruje się wyłącznie w tym punkcie): minimum dla {\displaystyle a>0} i maksimum dla {\displaystyle a<0} (zgodnie ze znakiem drugiej pochodnej);
- przez to zbiorem wartości jest przedział:
  - {\displaystyle [q,\infty )} dla {\displaystyle a>0};
  - {\displaystyle (-\infty ,q]} dla {\displaystyle a<0,};
- wypukłość: wypukła dla {\displaystyle a>0} i wklęsła dla {\displaystyle a<0} (zgodnie ze znakiem drugiej pochodnej);
- punkty przegięcia: brak.

### Własnościanalityczne
- Brak asymptot;
- ciągłość w całej dziedzinie;
- różniczkowalność w całej dziedzinie; kolejne pochodne[potrzebny przypis]:

{\displaystyle {\begin{aligned}f'(x)&=2ax+b;\\f''(x)&=2a;\ n>2\Rightarrow \\f^{(n)}&\equiv 0.\end{aligned}}}
Oznacza to, że funkcja jest gładka;
- całkowalność w sensie Riemanna i Lebesgue’a; funkcja pierwotna:

{\displaystyle F(x)={\tfrac {1}{3}}ax^{3}+{\tfrac {1}{2}}bx^{2}+cx+C.}

## Przypadek dziedziny zespolonej
Funkcja kwadratowa {\displaystyle w(z)=z^{2},} gdzie {\displaystyle z\in \mathbb {C} \setminus \{0\}} jest odwzorowaniem równokątnym (konforemnym) przekształcającym płaszczyznę zespoloną (parametryzowaną zmienną) {\displaystyle z} w dwulistną płaszczyznę (parametryzowaną zmienną) {\displaystyle w.} Siatka izometryczna {\displaystyle z} składa się z dwóch rodzin hiperbol:
{\displaystyle {\begin{cases}u=x^{2}-y^{2},\\v=2xy.\end{cases}}}
Punktami stałymi tego odwzorowania są {\displaystyle 0} oraz {\displaystyle 1}.

## Przykłady i zastosowania

### Geometria
- Pole koła jest kwadratową funkcją promienia (a zatem i średnicy).
- Pole rombu, na przykład kwadratu, jest kwadratową funkcją długości boku. To samo dotyczy innych wielokątów foremnych.
- Pole sfery jest kwadratową funkcją jej promienia (a zatem i średnicy).
- Pole wielościanów foremnych jest kwadratową funkcją długości krawędzi.

### Inne działy matematyki

Liczby trójkątne to wartości pewnej funkcji kwadratowej.

- Suma ciągu arytmetycznego jest kwadratową funkcją liczby wyrazów. Przykład to sumy kolejnych liczb naturalnych, zwane liczbami trójkątnymi[potrzebny przypis].
- Funkcja cosinus może być przybliżana funkcją kwadratową[potrzebny przypis].

### Fizyka
- W kinematyce:
  - dla ruchu jednostajnie zmiennego położenie (droga) jest kwadratową funkcją czasu;
  - przyspieszenie dośrodkowe jest kwadratową funkcją prędkości liniowej lub kątowej.
- W dynamice:
  - rzut ukośny, przy zaniedbaniu oporów ruchu, jest opisany funkcją kwadratową. Jego trajektorią jest wykres funkcji kwadratowej, czyli parabola;
  - dla wysokich prędkości opór ośrodka jest kwadratową funkcją prędkości;
  - energia kinetyczna jest kwadratową funkcją prędkości lub pędu;
  - energia potencjalna dla sprężyny lub innego obiektu spełniającego prawo Hooke’a jest kwadratową funkcją położenia.

## Literatura dodatkowa
- Encyklopedia szkolna – matematyka. Warszawa: Wydawnictwa Szkolne i Pedagogiczne, 1990, s. 313. ISBN 83-02-02551-8.